# الصغيرة (فلم)
الصغيرة (بالإنجليزية: Little One) هُو فيلم دراما جنوب أفريقي صدر عام 2012 وأخرجه داريل رودت. اختير الفيلم ليكون المُمثل الرسمي لجنوب أفريقيا ضمن جائزة الأوسكار لأفضل فيلم بلغة أجنبية في حفل توزيع جوائز الأوسكار الخامس والثمانين، لكن الفيلم لم يكُن في القائمة النهائية للجائزة.

## القصة
تدور أحداث الفيلم في جنوب إفريقيا، وتروي قصة امرأة في مُنتصف العمر تُدعى بولين، تجد طفلة صغيرة تتعرض للضرب على الطريق. تأخذ الطفلة إلى المستشفى حيث تُعالج. ثم تأخذ الطفل بعيدًا لمعرفة سبب وقوعه ضحية للعنف.

## طاقم التمثيل
- لينديوي ندلوفو في دور بولين.
- فويلوا مسيمانغ في دور الطفلة الصغيرة (فويلوا).
- موتودي نشي في دور المُحقق مورينا.
- نومبيميليلو في دور مُمرضة.
- لوزوكو نكيتو في دور يعقوب.
- فيكي كينتي بدور فلورنسا.
- فوسي مسيمانغ في دور فوسي.
- ريتشارد لوكونكو في دور المحقق رقم 2
- تامي باليكا في دور ماترون
- سارة كوزلوفسكي في دور أخصائية اجتماعية.
- جوناثان تايلور في دور الطبيب.
- ساميلا تيلبوي في دور ممرضة العناية المركزة.

## روابط خارجية
الصغيرة على موقع IMDb (الإنجليزية)
- الصغيرة على موقع روتن توميتوز (الإنجليزية)
- الصغيرة على موقع أول موفي (الإنجليزية)
- الصغيرة على موقع فيلمافينيتي (الإسبانية)
- الصغيرة على موقع قاعدة بيانات الفيلم (الإنجليزية)
- الصغيرة على موقع ليتربوكسد (الإنجليزية)
- الصغيرة على موقع كينوبويسك (الروسية)